# Aeshna isoceles
Aeshna isoceles là một loài chuồn chuồn trong họ Aeshnidae. Chúng thường xuất hiện ở châu Âu, đôi khi cả ở Bắc Phi. 

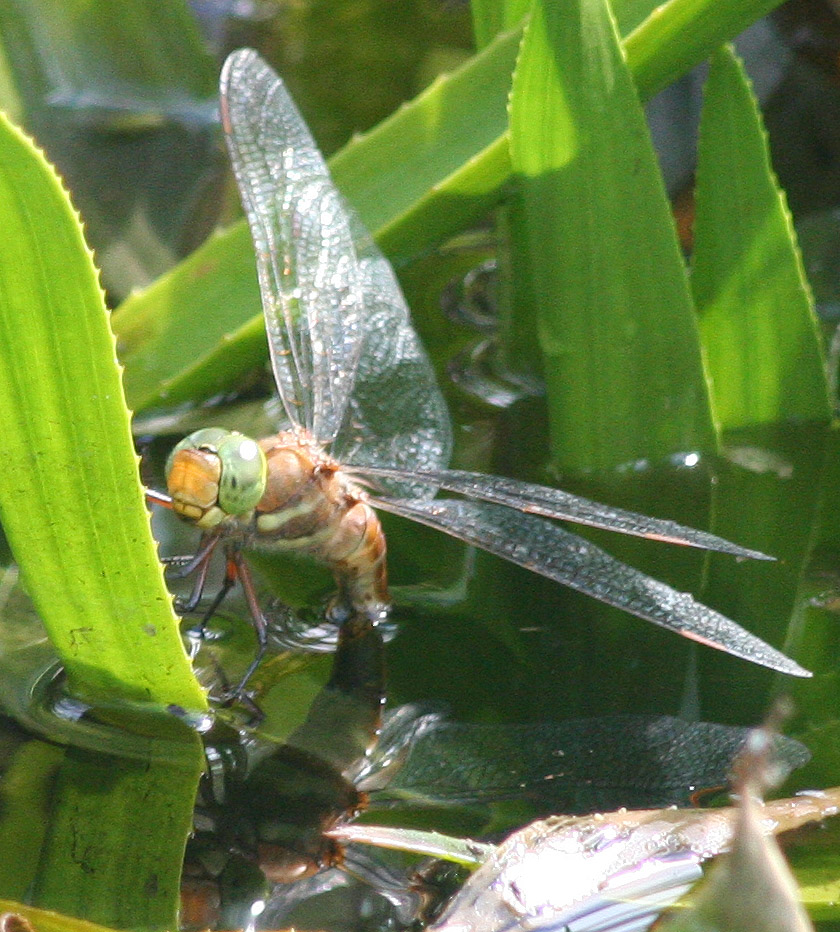
Chuồn chuồn cái đẻ trứng.

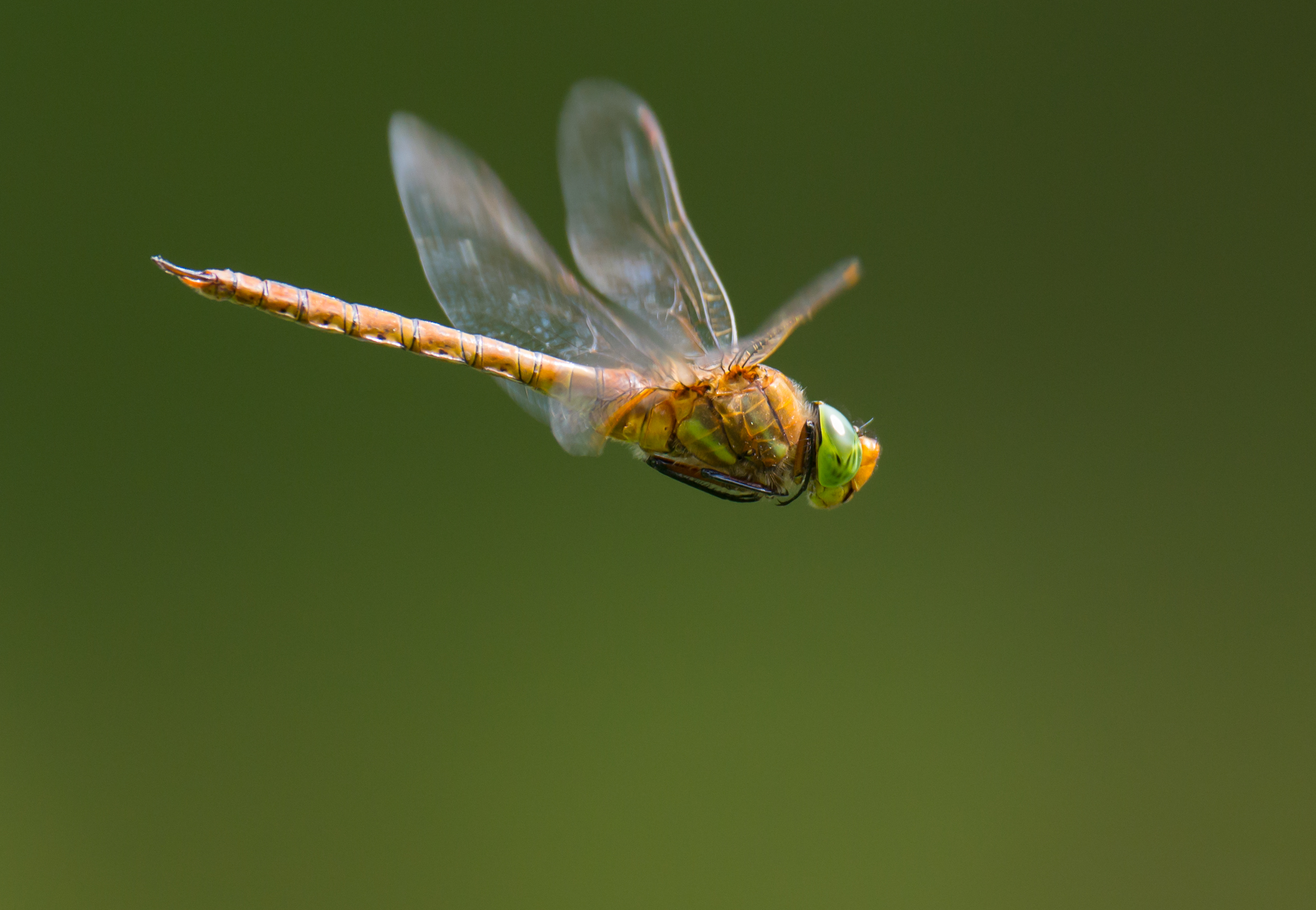
Chuồn chuồn đực đang chiến đấu.